# Championnat d'Europe FIA des voitures de tourisme
Navigation
WTCC
Le championnat d'Europe FIA des voitures de tourisme (European Touring Car Championship en anglais, ETCC en abrégé) est une compétition automobile européenne pour voitures de tourisme disputée entre 1963 et 1988 puis relancée de 2000 à 2004. 

## Histoire

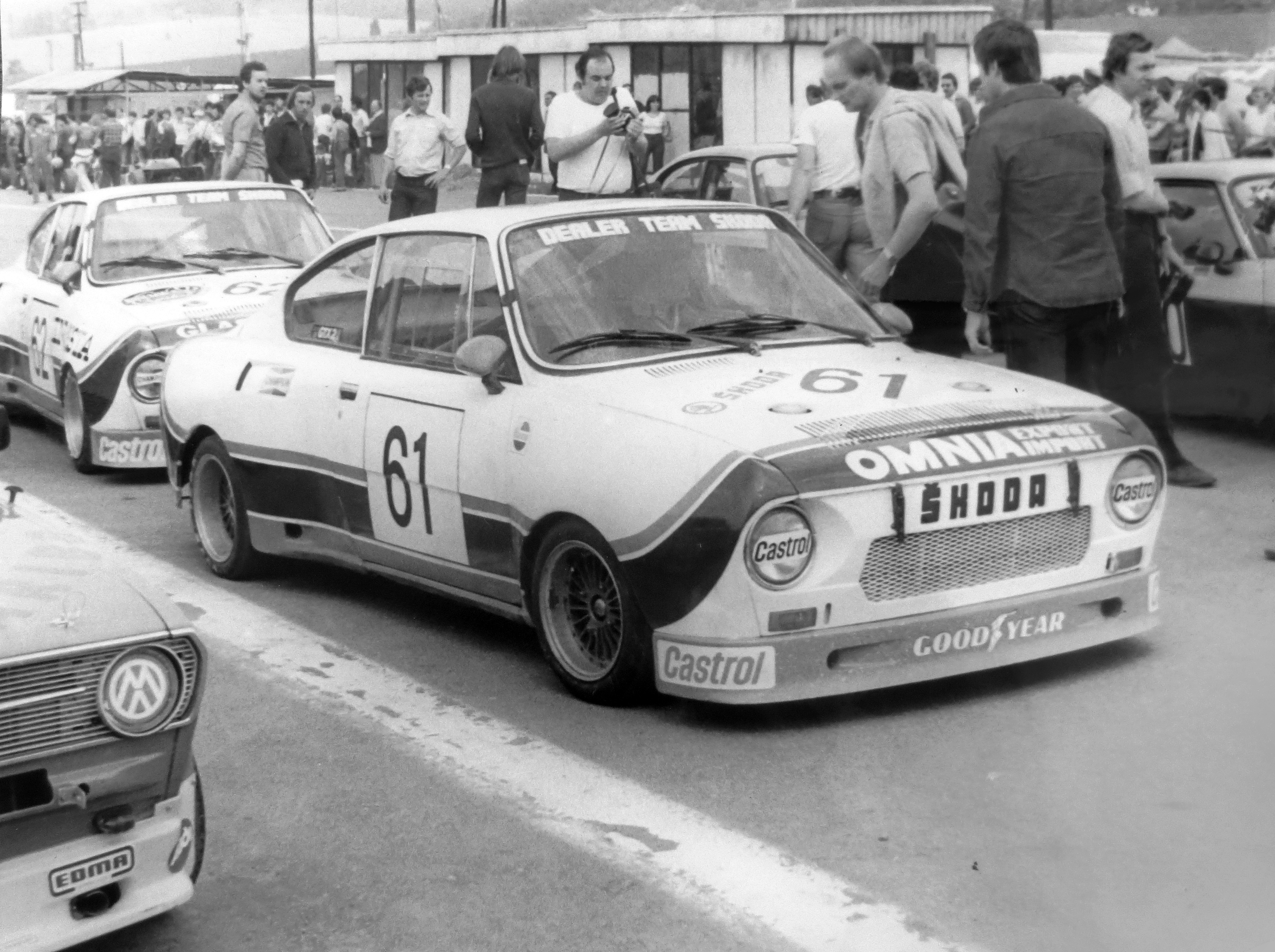
Škoda 130 RS au circuit de Masaryk pendant le championnat d'Europe FIA des voitures de tourisme.

Il s'est tenue de 1963 à 1988. De 2000 à 2004, ce championnat a été relancé et a donné naissance au championnat du monde des voitures de tourisme en 2005.
Son palmarès fait apparaître quelques grands noms du sport automobile de l'époque comme Jacky Ickx, Dieter Quester, Jochen Mass, Toine Hezemans, Hans Heyer, Tom Walkinshaw, ou encore Roberto Ravaglia.
Dieter Quester est le seul à avoir remporté des titres pilotes à quatre reprises. Umberto Grano et Helmut Kelleners l'on fait trois fois chacun.

## Vainqueurs 2000-2004
| Saison | Championnat                                                                                    | Championnat   | Indépendants (Trophée Michelin)                                                                                           | Indépendants (Trophée Michelin) | Appellation                                |
| Saison | Pilotes                                                                                        | Constructeurs | Pilotes | Équipes                         | Appellation                                |
| ------ | ---------------------------------------------------------------------------------------------- | ------------- | --- | ------------------------------- | ------------------------------------------ |
| 2000   | Fabrizio Giovanardi (Alfa Romeo 156 ST)                                                        | Alfa Romeo    | N/A | N/A                             | Coupe d'Europe de Supertourisme (Euro STC) |
| 2001   | Fabrizio Giovanardi (Supertourisme) (Alfa Romeo 156 ST) Peter Kox (Superproduction) (BMW 320i) | Alfa Romeo    | Sandro Sardelli (Nissan Primera Mk3 GT) (Supertourisme Amateur) Norman Simon (BMW 320i) (Superproduction Moins de 25 ans) | Carly Motorsport                | Championnat d'Europe FIA de Supertourisme  |
| 2002   | Fabrizio Giovanardi (Alfa Romeo 156 GTA)                                                       | Alfa Romeo    | Fabrizio Giovanardi | N/A                             | FIA ETCC                                   |
| 2003   | Gabriele Tarquini (Alfa Romeo 156 GTA)                                                         | BMW           | Duncan Huisman (BMW 320i)                                                                                                 | N/A                             | FIA ETCC                                   |
| 2004   | Andy Priaulx (BMW 320i)                                                                        | BMW           | Tom Coronel (BMW 320i) | N/A                             | FIA ETCC                                   |

(Les années 2000 et 2001 sont en fait deux années de transition, où existe une Coupe d'Europe de Supertourisme (l'Euro STC) remportée par Fabrizio Giovanardi et issue du défunt championnat d'Italie de Supertourisme grâce à la FIA et à Eurosport. En 2005 la Coupe d'Europe des voitures de tourisme prend à son tour le relais.)

## Vainqueurs 1963-1988
| Saison | Pilote (voiture)                                                            | Pilote (voiture)                                                            | Constructeurs                                                                   | Constructeurs                                                                   | Constructeurs                                                                   | Constructeurs                                                                   | Constructeurs                                                                   |
| ------ | --------------------------------------------------------------------------- | --------------------------------------------------------------------------- | ------------------------------------------------------------------------------- | ------------------------------------------------------------------------------- | ------------------------------------------------------------------------------- | ------------------------------------------------------------------------------- | ------------------------------------------------------------------------------- |
| 1963   | Peter Nöcker (Jaguar MK II 3,8 l.)                                          | Peter Nöcker (Jaguar MK II 3,8 l.)                                          | -                                                                               | -                                                                               | -                                                                               | -                                                                               | -                                                                               |
| 1964   | Warwick Banks (BMC Mini Cooper S)                                           | Warwick Banks (BMC Mini Cooper S)                                           | -                                                                               | -                                                                               | -                                                                               | -                                                                               | -                                                                               |
| Saison | Division 3 Pilote                                                           | Division 3 Pilote                                                           | Div. 3 Constructeur                                                             | Division 2 Pilote                                                               | Div. 2 Constructeur                                                             | Division 1 Pilote                                                               | Div. 1 Constructeur                                                             |
| 1965   | Jacky Ickx (Ford Mustang)                                                   | Jacky Ickx (Ford Mustang)                                                   | Ford                                                                            | John Whitmore (Ford Lotus Cortina)                                              | Ford                                                                            | Ed Swart (Abarth 1000 TC)                                                       | Abarth                                                                          |
| 1966   | Hubert Hahne (BMW 2000 TI)                                                  | Hubert Hahne (BMW 2000 TI)                                                  | BMW                                                                             | Andrea De Adamich (Alfa Romeo 1600 GTA)                                         | Alfa Romeo                                                                      | Giancarlo Baghetti (Abarth 1000 TC)                                             | Abarth                                                                          |
| 1967   | Karl von Wendt (Porsche 911)                                                | Karl von Wendt (Porsche 911)                                                | Porsche                                                                         | Andrea De Adamich (Alfa Romeo 1600 GTA)                                         | Alfa Romeo                                                                      | Willi Kauhsen (Abarth 1000 TC)                                                  | Abarth                                                                          |
| 1968   | Dieter Quester (BMW 2002)                                                   | Dieter Quester (BMW 2002)                                                   | BMW                                                                             | John Rhodes (Morris Mini Cooper S)                                              | BMC                                                                             | John Handley (Morris Mini Cooper S)                                             | BMC                                                                             |
| 1969   | Dieter Quester (BMW 2002)                                                   | Dieter Quester (BMW 2002)                                                   | BMW                                                                             | Spartaco Dini (Alfa Romeo 1600 GTA)                                             | Alfa Romeo                                                                      | Marsilio Pasotti (Abarth 1000 TC)                                               | Abarth                                                                          |
| Saison | Pilote(s)                                                                   | Pilote(s)                                                                   | Constructeur                                                                    | Constructeur                                                                    | Constructeur                                                                    | Constructeur                                                                    | Constructeur                                                                    |
| 1970   | Toine Hezemans (Alfa Romeo 2000 GTAm)                                       | Toine Hezemans (Alfa Romeo 2000 GTAm)                                       | BMW                                                                             | BMW                                                                             | BMW                                                                             | BMW                                                                             | BMW                                                                             |
| 1971   | Dieter Glemser (Ford Capri RS2600)                                          | Dieter Glemser (Ford Capri RS2600)                                          | Alfa Romeo                                                                      | Alfa Romeo                                                                      | Alfa Romeo                                                                      | Alfa Romeo                                                                      | Alfa Romeo                                                                      |
| 1972   | Jochen Mass (Ford Capri RS2600)                                             | Jochen Mass (Ford Capri RS2600)                                             | Alfa Romeo                                                                      | Alfa Romeo                                                                      | Alfa Romeo                                                                      | Alfa Romeo                                                                      | Alfa Romeo                                                                      |
| 1973   | Toine Hezemans (BMW 3.0 CSL)                                                | Toine Hezemans (BMW 3.0 CSL)                                                | BMW                                                                             | BMW                                                                             | BMW                                                                             | BMW                                                                             | BMW                                                                             |
| 1974   | Hans Heyer (Ford Escort RS1600)                                             | Hans Heyer (Ford Escort RS1600)                                             | Ford                                                                            | Ford                                                                            | Ford                                                                            | Ford                                                                            | Ford                                                                            |
| 1975   | Siegfried Müller Sr. (BMW 3.0 CSL) Alain Peltier (BMW 3.0 CSL)              | Siegfried Müller Sr. (BMW 3.0 CSL) Alain Peltier (BMW 3.0 CSL)              | Div.2: BMW, Div.1: Ford                                                         | Div.2: BMW, Div.1: Ford                                                         | Div.2: BMW, Div.1: Ford                                                         | Div.2: BMW, Div.1: Ford                                                         | Div.2: BMW, Div.1: Ford                                                         |
| 1976   | Jean Xhenceval (BMW 3.0 CSL) Pierre Dieudonné (BMW 3.0 CSL)                 | Jean Xhenceval (BMW 3.0 CSL) Pierre Dieudonné (BMW 3.0 CSL)                 | Div.4: BMW, Div.3: Opel, Div.2: Alfa Romeo, Div.1: Alfa Romeo                   | Div.4: BMW, Div.3: Opel, Div.2: Alfa Romeo, Div.1: Alfa Romeo                   | Div.4: BMW, Div.3: Opel, Div.2: Alfa Romeo, Div.1: Alfa Romeo                   | Div.4: BMW, Div.3: Opel, Div.2: Alfa Romeo, Div.1: Alfa Romeo                   | Div.4: BMW, Div.3: Opel, Div.2: Alfa Romeo, Div.1: Alfa Romeo                   |
| 1977   | Dieter Quester (BMW 3.0 CSL)                                                | Dieter Quester (BMW 3.0 CSL)                                                | Div.5: BMW, Div.4: BMW, Div.3: Alfa Romeo, Div.2: Volkswagen, Div.1: Alfa Romeo | Div.5: BMW, Div.4: BMW, Div.3: Alfa Romeo, Div.2: Volkswagen, Div.1: Alfa Romeo | Div.5: BMW, Div.4: BMW, Div.3: Alfa Romeo, Div.2: Volkswagen, Div.1: Alfa Romeo | Div.5: BMW, Div.4: BMW, Div.3: Alfa Romeo, Div.2: Volkswagen, Div.1: Alfa Romeo | Div.5: BMW, Div.4: BMW, Div.3: Alfa Romeo, Div.2: Volkswagen, Div.1: Alfa Romeo |
| 1978   | Umberto Grano (BMW 3.0 CSL)                                                 | Umberto Grano (BMW 3.0 CSL)                                                 | BMW                                                                             | BMW                                                                             | BMW                                                                             | BMW                                                                             | BMW                                                                             |
| 1979   | Martino Finotto (BMW 3.0 CSL) Carlo Facetti (BMW 3.0 CSL)                   | Martino Finotto (BMW 3.0 CSL) Carlo Facetti (BMW 3.0 CSL)                   | BMW                                                                             | BMW                                                                             | BMW                                                                             | BMW                                                                             | BMW                                                                             |
| 1980   | Helmut Kelleners (BMW 320) Siegfried Müller Jr. (BMW 320)                   | Helmut Kelleners (BMW 320) Siegfried Müller Jr. (BMW 320)                   | Audi                                                                            | Audi                                                                            | Audi                                                                            | Audi                                                                            | Audi                                                                            |
| 1981   | Umberto Grano (BMW 635CSi) Helmut Kelleners (BMW 635CSi)                    | Umberto Grano (BMW 635CSi) Helmut Kelleners (BMW 635CSi)                    | Škoda                                                                           | Škoda                                                                           | Škoda                                                                           | Škoda                                                                           | Škoda                                                                           |
| 1982   | Umberto Grano (BMW 528i) Helmut Kelleners (BMW 528i)                        | Umberto Grano (BMW 528i) Helmut Kelleners (BMW 528i)                        | Alfa Romeo                                                                      | Alfa Romeo                                                                      | Alfa Romeo                                                                      | Alfa Romeo                                                                      | Alfa Romeo                                                                      |
| 1983   | Dieter Quester (BMW 635CSi)                                                 | Dieter Quester (BMW 635CSi)                                                 | Alfa Romeo                                                                      | Alfa Romeo                                                                      | Alfa Romeo                                                                      | Alfa Romeo                                                                      | Alfa Romeo                                                                      |
| 1984   | Tom Walkinshaw (Jaguar XJ-S)                                                | Tom Walkinshaw (Jaguar XJ-S)                                                | Alfa Romeo                                                                      | Alfa Romeo                                                                      | Alfa Romeo                                                                      | Alfa Romeo                                                                      | Alfa Romeo                                                                      |
| 1985   | Gianfranco Brancatelli (Volvo 240 Turbo) Thomas Lindström (Volvo 240 Turbo) | Gianfranco Brancatelli (Volvo 240 Turbo) Thomas Lindström (Volvo 240 Turbo) | Alfa Romeo                                                                      | Alfa Romeo                                                                      | Alfa Romeo                                                                      | Alfa Romeo                                                                      | Alfa Romeo                                                                      |
| 1986   | Roberto Ravaglia (BMW 635CSi)                                               | Roberto Ravaglia (BMW 635CSi)                                               | Toyota                                                                          | Toyota                                                                          | Toyota                                                                          | Toyota                                                                          | Toyota                                                                          |
| 1987   | (WTCC)                                                                      | Roberto Ravaglia (BMW M3)                                                   | Ford                                                                            | Ford                                                                            | Ford                                                                            | Ford                                                                            | Ford                                                                            |
| 1987   | ETCC                                                                        | Winfried Vogt (BMW M3)                                                      | BMW                                                                             | BMW                                                                             | BMW                                                                             | BMW                                                                             | BMW                                                                             |
| 1988   | Roberto Ravaglia (BMW M3)                                                   | Roberto Ravaglia (BMW M3)                                                   | Ford                                                                            | Ford                                                                            | Ford                                                                            | Ford                                                                            | Ford                                                                            |

### Circuits utilisés de 1963 à 1988
- Dijon (1988)
- Nogaro (1985-1988)
- Paul Ricard (1971-1973)
- Mont Ventoux (1963-1966)
- Spa-Francorchamps (1966-1973, 1976, 1982-1986, 1988)
- Zolder (1963-1968, 1977-1988)
- Monza (1964-1986, 1988)
- Pergusa (1977, 1979-1984)
- Vallelunga (1974, 1976, 1979-1985, 1988)
- Imola (1987)
- Misano (1986)
- Mugello (1976-1979, 1982-1984)
- Brands Hatch (1963-1964, 1969, 1978-1980)
- Silverstone (1970, 1972-1973, 1976-1986, 1988)
- Donington Park (1981-1988)
- Mallory Park (1963-1964)
- Oulton Park (1967)
- Snetterton (1965-1968)
- Aspern (1966-1969)
- Olympia (1965)
- Österreichring (1978-1979, 1983-1987)
- Salzburgring (1970-1985)
- Timmelsjoch (1963-1964)
- St. Ursanne (1964-1965, 1967)
- Eigental (1966, 1968)
- Marchairuz (1969)
- Hockenheimring (1986)
- Nürburgring (1963-1980, 1982-1986, 1988)
- Anderstorp (1985-1987)
- Karlskoga (1964-1965)
- Mantorp Park (1973)
- Jarama (1968-1972, 1974-1979, 1985-1986, 1988)
- Zandvoort (1963-1975, 1977-1979)
- Estoril (1977-1978, 1985-1988)
- Brno (1968-1972, 1975-1986)
- Budapest (1963-1964, 1966-1967, 1969-1970)
- Belgrade (1967-1969)